# Bender (Futurama)
Bender Bending Rodríguez of simpelweg Bender (bijnaam Bending Unit 22) is een personage uit de animatieserie Futurama. Zijn stem wordt gedaan door John DiMaggio.
Bender is een robot. In de serie heeft hij vooral de rol van de komische antiheld. Hij wordt door Leela beschreven als een "alcoholistische, kettingrokende gokker" Hij wordt gezien als een van de herkenbaarste en favorietste personages van de serie.

## Oorsprong
In de serie is Bender gebouwd door de Mom's Friendly Robot Company op hun bedrijf in America's heartland, Tijuana, Mexico, vermoedelijk ergens rond 2998. Hij is een Bending-Unit 22 (oorspronkelijk gemaakt door Professor Hubert Farnsworth in diens jonge jaren), met serienummer 2716057, chassis nummer 1729. Hij was gemaakt voor het buigen (bending) van metalen balken. Zonder zijn persoonlijkheid (die gekopieerd kan worden op een 3.5 inch floppy) is Benders spraakvermogen beperkt tot "I am Bender. Please insert girder."
In de serie worden een aantal tegenstrijdige verklaringen over Benders oorsprong gegeven. In verschillende afleveringen wordt gesuggereerd dat hij slechts een paar jaar voor aanvang van de serie in elkaar is gezet. Dit werd bevestigd door de verschijning van Flexo, een andere Bending-Unit 22 robot. Echter, in de aflevering Teenage Mutant Leela's Hurdles wordt getoond hoe Bender een proces van groei en ontwikkeling doormaakt tijdens zijn creatie.
In de aflevering Roswell That Ends Well reisde de Planet Express-crew terug naar het jaar 1947. Bij hun terugkeer naar de 31ste eeuw bleef Benders hoofd achter in 1947, en werd in de 31ste eeuw weer opgegraven en op zijn lichaam gezet. Derhalve is zijn hoofd al veel ouder dan de rest van zijn lichaam. In de Simpsons aflevering Simpsorama kwam Bender door omstandigheden vast te zitten in Springfield. Hij besloot zichzelf hierdoor uit te schakelen en te wachten tot het jaar 3.000. Derhalve is zijn hoofd ook ruim 1.000 jaar.

## Personage
Bender verscheen voor het eerst in de eerste aflevering. Hij stond op 31 december 2999 te wachten voor een suicide booth. Hij wilde zijn leven beëindigen na te hebben ontdekt dat de balken die hij boog werden gebruikt voor deze suicide booths. Hier ontmoette hij Philip J. Fry, die net was ontdooid. Samen gingen ze naar een bar waar ze Leela leerden kennen. Het trio werd door Professor Hubert Farnsworth ingehuurd voor zijn koeriersdienst “Planet Express”.
Bender vertoont veel slechte eigenschappen. Hij vloekt, drinkt, rookt sigaren en gokt. Hij is kleptomaan en steelt geregeld portemonnees, horloges en andere kostbaarheden zodra hij de kans krijgt. Hij beweert vaak geen emoties te hebben, en vertrouwt volgens eigen zeggen op zijn superieure robo-logica. Hij houdt ook van “harde porno”, maar daar hij een robot is bestaat deze porno enkel uit het bekijken van schakelsystemen.
Ondanks dat hij in Mexico is gebouwd spreekt Bender met een mild New Jersey accent, en kan maar heel slecht Spaanse woorden uitspreken of een Mexicaans accent imiteren. Bender had een rijke oom en erflater Vladimir die in Hongarije-Transsylvanië woonde. Hij heeft dus Hongaars en Roemeens bloed. Opvallend is dat Vladimir noch een Hongaars noch een Roemeens naam is, maar Slavisch.
Bender heeft de stille droom om ooit een beroemde kok of volkszanger te worden. Indien er magneten op zijn hoofd worden geplaatst, komt die tweede wens tot uiting en begint hij gelijk te zingen. Bender heeft een zwak voor schildpadden, omdat ze hem aan zichzelf doen denken. Volgens hem hebben ze beide “een harde buitenkant, maar leiden een rijk leven van binnen”.
Bender heeft meerdere malen onthuld dat hij graag alle mensen zou uitmoorden (in zijn slaap of op een andere manier). Blijkbaar koestert hij een onderdrukte bloeddorst. Dit is duidelijk een referentie naar sciencefictionverhalen waarin robots zich tegen hun scheppers keren. Ondanks dat lijkt Bender wel veel te geven om Fry. Zo nodigde hij Fry uit om zijn huisgenoot te worden toen Fry uit het Planet Expres-gebouw werd gezet.

## Hardware
Benders hardware en functies lijken per aflevering te verschillen, en vormen geregeld een bron van grappen in de serie.
In de aflevering Fry and the Slurm Factory werd onthuld dat Benders CPU een MOS Technology 6502 is.
Omdat hij voor 40% uit dolomiet bestaat, heeft Bender een grote weerstand tegen gesmolten lava. Verder bestaat hij uit 30% ijzer, 40% zink, 40% titanium en een onbekende hoeveelheid osmium
Bender gebruikt alcohol als brandstof en produceert daardoor broeikasgassen. Indien hij niet drinkt, begint hij symptomen te laten zien die vergelijkbaar zijn met die van iemand die enkele dagen dronken is. De symptomen zijn onder andere: roestafzetting in het gezicht die lijkt op baardgroei, met dubbele tong spreken en verstoorde motorische vaardigheden.
Bender kan zonder zuurstof leven, en in de serie is te zien dat hij ook in een vacuüm en op de bodem van de zee perfect kan functioneren.
Benders kont kan worden gebruikt als een middel om te blijven drijven. Zijn armen en benen zijn afkoppelbaar, en kunnen erg ver uitrekken. Zijn torso bevat een deur met daarachter een ruimte waar Bender op ieder moment de vreemdste voorwerpen uit tevoorschijn kan halen, zelfs voorwerpen die eigenlijk veel te groot zijn om in zijn torso te passen. Benders hoofd kan ook loskoppelen van zijn lichaam, en blijft ook als het niet op zijn lichaam zit gewoon functioneren. Benders hoofd heeft ook verschillende functies zoals dienstdoen als bandrecorder, antwoordapparaat, cd-speler, filmprojector, camera, een bel of een spuitbus. Als een Bending Unit is hij ook erg sterk, waardoor hij met weinig moeite dikke metalen balken kan buigen.
Bender heeft naar eigen zeggen acht zintuigen. Naast de klassieke vijf bezit hij ook onder andere "smision" (een combinatie van zicht en reuk).

## Software
Oorspronkelijk kon Bender nooit dingen doen die tegen zijn programmering ingingen. Zonder zijn persoonlijkheid was hij een hersenloze werkrobot die maar 1 taak kon vervullen. In de eerste aflevering werd zijn programmering echter gewist door een ongeluk met elektriciteit.
Als Bender een tijdje gedeactiveerd is geweest neemt hij zodra hij geactiveerd wordt de kenmerken aan van het eerst organisme dat hij tegenkomt. Zo dacht hij in de aflevering The Birdbot of Ice-Catraz dat hij een pinguïn was.

## Optredens buiten Futurama
- Bender verscheen met Al Gore in A Terrifying Message from Al Gore ter promotie van An Inconvenient Truth.
- Bender heeft verschillende cameo’s gehad in Matt Groenings andere serie, The Simpsons:
  - In de aflevering Future-Drama (waarin een mogelijke toekomst van de personages uit The Simpsons wordt getoond), rijden Bart en Homer door een portaal/tunnel. Zodra ze de tunnel verlaten zit Bender opeens bij hen in de hovercraft. Wanneer hij beweert dat de twee zijn nieuwe vrienden zijn, gooit Homer hem uit het voertuig.
  - Bender verscheen als een hallucinatie van Bart in Bart vs. Lisa vs. The Third Grade.
  - In de aflevering My Big Fat Geek Wedding heeft Milhouse een Benderpop.
  - In de aflevering Missionary: Impossible verschijnt Bender op de fundraising panel als telefoonbediende.
  - In de crossover-aflevering Simpsorama keert Bender net als Arnold Schwarzenegger in Terminator terug uit de toekomst om Homer te vermoorden.
  - In de aflevering Simprovized verschijnt hij tijdens Homers live-interventie op televisie, samen met een bordje waarop hij oproept om het inmiddels tweemaal gecancelde Futurama opnieuw te hernieuwen.
- Bender speelt een kleine rol in Blue Harvest van Family Guy, in de kantine.